# Adjungeret professor
Adjungeret professor er en titel der kan tildeles til personer på højt fagligt niveau som relevante institutioner (som et universitet) ønsker at hædre. Titlen medfører ikke aflønning ved forelæsninger o.a.. Honorering af ordinære arbejdsopgaver er fortsat mulig.
Efter nærmere aftale med institutionen kan en adjungeret professor holde forelæsninger, indgå i bedømmelsesudvalg mv. og deltage i institutionens forskning eller samarbejde med denne om forskningsprojekter. (ref. § 4 i nedenfor omtalte bekendtgørelse)
Titlen tildeles af universitetslovsinstitutionerne under Ministeriet for Videnskab, Teknologi og Udvikling.
Retten til at bære titlen gælder i højst fem år.

## Gives også til ikke-videnskabsmænd
Man behøver dog ikke at have udmærket sig ved akademisk eller videnskabeligt arbejde i egentlig forstand for at blive udnævnt til adjungeret professor. En række kendte danskere som politikerne Poul Nyrup Rasmussen, Uffe Ellemann-Jensen og Svend Auken, operachef Kasper Bech Holten, chefredaktør Tøger Seidenfaden og forfatterne Klaus Rifbjerg og Tor Nørretranders samt erhvervsmændene Tommy Ahlers, Mads Øvlisen og Christian Stadil er således alle udnævnt til adjungerede professorer på danske universiteter uden at have nogen egentlig akademisk karriere bag sig. Ikke mindst Copenhagen Business School (CBS) og Aalborg Universitet har givet titler som adjungeret professor til offentligt kendte ikke-forskere. Skikken har ført til kritik af universiteterne for at gå efter at skaffe opmærksomhed, men er blevet forsvaret af Finn Junge-Jensen, tidligere rektor ved CBS, blandt andet fordi "i et videnssamfund produceres viden ikke kun inden for de traditionelle universitære rammer, men også ude i samfundet. Og blandingen mellem den viden, der erhverves i erhvervslivet, den offentlige sektor og politik, og den viden, vi har på universiteterne, er ofte utrolig frugtbar".